# 46441 Mikepenston
46441 Mikepenston è un asteroide della fascia principale. Scoperto nel 2002, presenta un'orbita caratterizzata da un semiasse maggiore pari a 2,6251495 UA e da un'eccentricità di 0,1702387, inclinata di 12,07159° rispetto all'eclittica.